# ジュアルケービーのコレ買わなくて いーんでライブに来てくださいw
「ジュアルケービーのコレ買わなくていーんでライブに来て下さいw」（-かわなくて-）は、日本のヴィジュアル系ロックバンド、jealkbのメジャー5thアルバム。2014年6月25日に jkb records / R and C Ltd.から発売。

## 概要
約3年ぶりのオリジナル・フル・アルバム。書き下ろしの新曲に加え、ライヴ会場限定販売CDの音源を2曲収録（『恋する日曜日』と『FIREBIRD』）。haderu曰く、アルバムタイトルには「これからもjealkbはヴィジュアル系バンドで在り続けるが、そこから少し幅を広げて、〝パーティーバンド〟になっていこう」という思惑がある。

## 収録曲
全曲作詞：haderu　作曲：elsa　編曲：elsa・Shouta Ishizaka・Keisuke Kushino（特記以外）
1. UEGEMIGISSA（ウエゲミギッサ）
2. OKK-17（オーケーケー・セブンティーン）
  - 編曲：elsa・Keisuke Kushino
3. 雨と酒（あめとさけ）
4. 呪縛残滓（じゅばくざんし）
5. 塞翁が馬（さいおうがうま）
6. マラチータ
  - 作詞・作曲：ediee
  - 編曲：elsa・ediee・Keisuke Kushino
7. 恋する日曜日（こいするにちようび）
  - ライブで度々演奏されてきた楽曲。
8. 徘徊リリス（はいかいりりす）
9. Meccha Holiday Yeah !!（メッチャ・ホリデー・イェー!!）
10. 天誅☆あるわけないストーリー（てんちゅう☆あるわけないストーリー）
  - 作詞・作曲：ediee
  - elsa・ediee・Keisuke Kushino・Shouta Ishizaka
11. FIREBIRD（ファイアーバード）
  - 編曲：elsa・Keisuke Kushino
  - 焼き鳥をテーマとしている。
12. ヒット曲（ヒットきょく）